# Wolfgang Meyer (politikus, 1934–2011)
Wolfgang Meyer (Berlin, 1934. július 26. – Berlin, 2011. március 23.) német újságíró, az egykori Német Demokratikus Köztársaság Német Szocialista Egységpártjának funkcionáriusa.

## Élete
Apja banki tisztviselő volt. Felsőfokú végzettségét a berlini Humboldt Egyetem szlávisztika karán szerezte meg. 1957 és 1975 között az ADN hírügynökség szerkesztője és külföldi tudósítója volt. 1962-től a Német Szocialista Egységpárt tagja. 1967 és 1971 között az ADN New York-i tudósítója. 1975-től a külügyminisztérium sajtóosztályát vezette. 1989 novemberétől a minisztertanács sajtóosztályát vezette, majd a Modrow-kormány szóvivője volt. 1989. november 7-én este ő jelentette be az NDK minisztertanácsának lemondását.

## Fordítás
- Ez a szócikk részben vagy egészben a Wolfgang Meyer (SED) című német Wikipédia-szócikk fordításán alapul.  Az eredeti cikk szerkesztőit annak laptörténete sorolja fel. Ez a jelzés csupán a megfogalmazás eredetét és a szerzői jogokat jelzi, nem szolgál a cikkben szereplő információk forrásmegjelöléseként.